# 음력 1월 27일
음력 1월 27일은 음력 1월의 27번째 날이다.

## 사건
- 1593년 - 벽제관 전투 발생.
- 1883년 - 고종, 태극기를 정식 국기로 선포.

## 탄생
- 1821년 - 조선의 가톨릭 신부 최양업.
- 1981년
  - 대한민국의 가수 겸 배우 유진 (S.E.S.).
  - 대한민국의 전 가수, 현 배우 성유리 (핑클).
- 1990년 - 대한민국의 야구 선수 윤수강.
- 1991년
  - 미국의 래퍼 일라이 (유키스).
  - 대한민국의 가수 나라 (헬로비너스).
- 1997년 - 대한민국의 가수 루다 (우주소녀).
- 2001년 - 대한민국의 축구선수 이강인.

## 같이 보기
- 음력 360일: 1월 2월 3월 4월 5월 6월 7월 8월 9월 10월 11월 12월
- 전날:1월 26일 다음날:1월 28일 - 전달:12월 27일 다음달:2월 27일
- 양력:1월 27일
- 음력, 윤달